# Настоящий детектив (1-й сезон)
Первый сезон американского телесериала-антологии «Настоящий детектив» транслировался на кабельном телеканале HBO с 12 января по 9 марта 2014 года. Главные роли исполнили Мэттью Макконахи, Вуди Харрельсон, Мишель Монаган, Майкл Поттс, Тори Киттлз.
Действие первого сезона происходит в нескольких временных периодах — 1995, 2002 и 2012 году. В 1995 году два детектива полиции штата Луизиана — Растин «Раст» Коул (Макконахи) и Мартин «Марти» Харт (Харрельсон) расследуют убийство проститутки Доры Лэнг.
Спустя 17 лет детективы возвращаются к расследованию нескольких похожих преступлений. Измены Харта ставят под угрозу брак с Мэгги (Мишель Монаган), а Коул тем временем пытается изо всех сил расправиться со своим нелёгким прошлым. Первый сезон «Настоящего детектива» исследует темы философского пессимизма, маскулинности и христианства.
Первоначально «Настоящий детектив» был задуман как роман, но Ник Пиццолатто счёл его наиболее подходящим для телевидения. Режиссёром всех эпизодов первого сезона стал Кэри Фукунага, а съёмки всего сезона прошли в Луизиане на протяжении 100 дней.
Телесериал получил восторженные отзывы критиков, многие назвали его одним из самых лучших драматических сериалов 2014 года. «Настоящий детектив» был номинирован на несколько телевизионных премий, включая «Эмми» за лучший драматический сериал и «Золотой глобус» за лучший мини-сериал или телевизионный фильм. Также сериал получил другие награды за сценарий, операторскую работу, режиссуру и актёрскую игру.

## Эпизоды
| № общий | № в сезоне | Название                                          | Режиссёр             | Автор сценария | Дата премьеры   | Зрители в США (млн) |
| --- | ---------- | ------------------------------------------------- | -------------------- | -------------- | --------------- | ------------------- |
| 1 | 1          | «Долгая яркая тьма» «The Long Bright Dark»        | Кэри Дзодзи Фукунага | Ник Пиццолатто | 12 января 2014  | 2,33                |
| Приход Вермилион, штат Луизиана, 1995 год. Детективы Мартин «Марти» Харт (Вуди Харрельсон) и Растин «Раст» Коул (Мэттью Макконахи) расследуют убийство 28-летней проститутки Доры Лэнг. На спине женщины была нарисована загадочная символика, а на голову надета «корона» из оленьих рогов. Рядом с телом было обнаружено плетёные конструкции из веток, напоминающие каджунские ловушки на птиц. Коул считает, что эта женщина — не первая в списке жертв убийцы, Харт в этом не уверен. Харт приглашает Коула к себе домой на ужин, не зная, что на этот день приходится день рождения его погибшей дочери. Коул, боровшийся с алкоголизмом, неохотно соглашается, однако в итоге срывается и напивается. По ходу расследования детективы узнают о деле Мари Фонтено — девочки, чьё исчезновение пять лет назад не было расследовано. Также им становится известно о другой девочке, которая заявляла, что за ней в лесу гнался «зеленоухий макаронный монстр». Детективы навещают дядю пропавшей девочки. В поисках улик Раст изучает территорию, где проводила время девочка, и в сарае находит фигурку из веток, похожую на ту, которую он с Марти видел на месте обнаружения тела Доры Лэнг. Семнадцать лет спустя детективы Томас Папания (Тори Киттлз) и Мейнард Гилбо (Майкл Поттс) беседуют по отдельности с Хартом и Коулом. Харт и Коул поссорились в 2002 году и с тех пор не общались. Коулу показывают фотографию убитой девушки: детали преступления совпадают с деталям убийства Доры Лэнг, из-за чего детективы полагают, что убийца всё ещё на свободе. |            |                                                   |                      |                |                 |                     |
| 2 | 2          | «Галлюцинации» «Seeing Things»                    | Кэри Дзодзи Фукунага | Ник Пиццолатто | 19 января 2014  | 1,67                |
| 1995 год. Коул и Харт продолжают расследование убийства Доры Лэнг и узнают, что перед исчезновением она посещала церковь. Харт изменяет своей жене Мэгги (Мишель Монаган) с Лизой Траньетти (Александра Даддарио). Коул замечает это и сообщает Харту, в результате чего между напарниками случается перепалка. Вследствие потребления наркотиков Коул начинает видеть галлюцинации. Он протестует против решения преподобного Билли Ли Таттла (Джей О. Сандерс) создать в помощь следствию целевую группу для расследования антихристианских преступлений. В итоге напарники обнаруживают дневник Доры Лэнг и выясняют, что церковь, которую посещала женщина, сгорела. Обыскивая разрушенное здание, детективы обнаруживают на его стене пугающий рисунок, изображающий женщину с оленьими рогами. 2012 год. В продолжении беседы с Папанией и Гилбо Харт признаётся, что разведён. Коул рассказывает, что его дочь погибла под колёсами автомашины и что это привело его к разводу с женой и наркозависимости. Его начальство перевело его в отдел по борьбе с оборотом наркотиков, где последующие 4 года он проработал под прикрытием и в конце концов был заключён в психиатрическую лечебницу после того, как застрелил трёх членов наркокартеля. Коул запросил перевод в другой участок в отдел убийств и в итоге оказался в Луизиане, где его напарником стал Харт. |            |                                                   |                      |                |                 |                     |
| 3 | 3          | «Замкнутая комната» «The Locked Room»             | Кэри Дзодзи Фукунага | Ник Пиццолатто | 26 января 2014  | 1,93                |
| 1995 год. Харт и Коул находят проповедника из сгоревшей церкви Джоэля Терьо (Ши Уигхэм). Они выясняют, что Дору Лэнг видели с высоким мужчиной, чьё лицо было изуродовано шрамами, и, несмотря на давление своего начальства, отправляются на его поиски. Харт пытается наладить отношения с Мэгги. Позже в приступе ревности он нападает на нового приятеля Лизы. Коул изучает архивы, пытаясь найти схожие с делом Лэнг случаи, и находит дело Рианны Оливье, чья смерть, признанная несчастным случаем, имела общие с убийством Лэнг черты. Детективы узнают от дедушки Рианны, что та посещала организованную преподобным Таттлом школу «Свет пути», прежде чем сбежать со своим приятелем по имени Реджи Леду. Леду оказывается сокамерником бывшего мужа Лэнг, ранее судимым за незаконный оборот наркотиков и многократные случаи сексуального насилия; однако после освобождения из тюрьмы его следы потерялись. 2012 год. Интервью с Папанией и Гилбо обнаруживает негативные черты характеров главных героев: в частности, приверженность Харта двойным стандартам и нигилизм Коула. |            |                                                   |                      |                |                 |                     |
| 4 | 4          | «Стой, кто идёт?» «Who Goes There»                | Кэри Дзодзи Фукунага | Ник Пиццолатто | 9 февраля 2014  | 1,99                |
| 1995 год. Харт и Коул, допросив Чарли Лэнга, узнают, что он показывал Леду фотографии своей жены. Также он выдаёт имя сообщника Леду: Тайрон Уим. Харт ловит Уима на складской вечеринке и допрашивает, держа под прицелом. Уим рассказывает, что Леду сейчас варит метамфетамин для банды байкеров «Железные крестоносцы». Коул, ранее работавший под прикрытием на эту банду, берёт отпуск якобы чтобы навестить своего отца, больного лейкемией, а на самом деле снова внедряется в банду с целью добраться до Леду. Тем временем Харт рвёт отношения с Лизой, и та рассказывает Мэгги об их интрижке. Вернувшись домой, Харт обнаруживает, что жена собрала вещи и ушла, забрав с собой детей. Он приходит в госпиталь на работу к жене, где между супругами завязывается ссора. В последний момент, прежде чем его успевает выдворить на улицу охрана госпиталя, Харта успокаивает внезапно появившийся Коул и уводит с собой. Коул рассказывает «крестоносцам», что работал на мексиканский наркокартель, и предлагает выгодную сделку. Чтобы втереться в доверие, он соглашается помочь одному из них, «Рыжему» (Джозеф Сикора), ограбить тайник конкурирующей банды. Переодевшись полицейскими, бандиты в сопровождении Коула вламываются в дом, где находится тайник, но вызывают тем самым беспокойство жителей негритянского квартала. Начинается стрельба, приезжает полиция, но Коулу удаётся вытащить сообщника из завязавшейся заварушки. Их подбирает Харт, и они уезжают прочь. 2012 год. Папания и Гилбо опрашивают детективов насчёт отпуска Коула, заявляя, что не было никаких записей о том, что его отец болел лейкемией. Коул рассказывает о своём отце, а Харт изображает безразличие. |            |                                                   |                      |                |                 |                     |
| 5 | 5          | «Тайна самой жизни» «The Secret Fate of All Life» | Кэри Дзодзи Фукунага | Ник Пиццолатто | 16 февраля 2014 | 2,25                |
| 1995 год. Джинджер и Коул (под прикрытием) встречаются с Деваллем Леду, кузеном Реджи Леду и его сообщником по изготовлению наркотиков, в придорожном баре. Девалль отказывается от наркосделки с Коулом, но после того, как Леду уходит, Харт отправляется вслед за ним. Харт сообщает его местонахождение Коулу, и напарники встречаются недалеко от тайной лаборатории по изготовлению метамфетамина, где Коул ведёт напарника сквозь кусты, преодолевая ловушки, которые были выставлены для избавления от незваных гостей. Напарники проникают в дом, где Харт надевает наручники на Реджи. Коул держит Девалля на прицеле, пока Харт обыскивает дом. Там он находит двух похищенных детей, подвергшихся насилию, один из них мёртв. Разъярённый Харт убивает Реджи выстрелом в голову. Девалль в панике пытается убежать, но подрывается на одной из смертельных ловушек. Харт снимает с трупа наручники, а Коул расстреливает барабанный магазин из автомата Калашникова по кустам, чтобы выставить всё так, будто была перестрелка. В интервью 2012 года оба напарника по отдельности рассказывают одинаковую историю о том, что в перестрелке Харту удалось убить Леду. Харт и Коул после происшествия были встречены в участке как герои, получили похвалы и повышения. 2002 год. Харт воссоединяется с женой и детьми, пока Коул заводит себе подружку. Дочь Харта, Одри, начинает устраивать сцены, и в семье снова появляется напряжённость. Коул, теперь уже известный следователь, выбивает признательные показания из преступника, который убил двух людей в магазине, находясь под воздействием фенциклидина. После признания преступник требует от Коула сделку, заявив, что Леду не был убийцей пропавших девочек. По его словам, настоящий убийца связан с высокопоставленными людьми. Преступник заявляет, что слышал о некоем «Жёлтом короле», а эта информация в деле Доры Лэнг являлась скрытой от общественности. Коул избивает арестованного, пытаясь узнать имя, но другие детективы разнимают их. Коул и Харт возвращаются позже, но узнают, что преступник совершил самоубийство, после того как ему позвонил по телефону адвокат. На самом деле, как выясняется, звонок был сделан с расположенного в глухом месте таксофона. Коул возвращается в заброшенную религиозную школу, где находит десятки скульптур из веток, рисунков и чёрные звёзды на стенах. 2012 год. Папания и Гилбо сообщают Харту о том, что подозревают Коула в совершении всех расследуемых убийств. На эту мысль их наводит то, что именно Коул находил все зацепки в деле Лэнг и, по их подозрению, подталкивал Харта к нужным ему выводам. Коул был замечен среди зевак на месте недавнего убийства в Лейк-Чарльзе, очень похожего на убийство Доры Лэнг. Кроме того, Коул мог быть также замешан в подозрительной смерти преподобного Таттла два года назад. Коул покидает допрос, высмеивая детективов. В это время Харта просят объяснить, что именно произошло между ним и Коулом в 2002 году. |            |                                                   |                      |                |                 |                     |
| 6 | 6          | «Дома с привидениями» «Haunted Houses»            | Кэри Дзодзи Фукунага | Ник Пиццолатто | 23 февраля 2014 | 2,64                |
| 2002 год. Коул расследует ряд дел об исчезновениях людей, объединённых им самим в серию. Ему удаётся связать исчезновения со школами Таттлов. Он находит пьющего и бросившего проповеди Терьо и расспрашивает его об уже закрытой благотворительной программе «Уэллспринг», спонсировавшей сельские школы в бытность Терьо учеником семинарии в колледже Таттлов. Терьо заявляет, что в семинарии покрывались скандалы, связанные с развращением малолетних, а его самого принудили к молчанию после допроса в 1995 году. Коул пытается допросить Келли — выжившую жертву Леду, которую держат в психиатрической больнице с диагнозом «регрессивная кататония», — и узнать, участвовал ли в её похищении третий человек. Девочка описывает огромного мужчину со шрамами и впадает в истерику, когда Коул спрашивает её о лице незнакомца. Несмотря на приказ начальства прекратить собственное расследование, Коул встречается с Таттлом и наблюдает за его реакцией, расспрашивая о проекте «Уэллспринг». Таттл жалуется в участок, искажая содержание встречи. Коул, отстранённый от дела, настаивает, что это — доказательство вины Таттла, но безуспешно. Харт встречает Бет (Лили Симмонс), бывшую малолетнюю проститутку, которую он допрашивал в ходе расследования дела Доры Лэнг, и заводит с ней роман. Мэгги, заподозрив неладное, проверяет его мобильный телефон и обнаруживает фотографию Бет. Она приходит в дом к Коулу, где склоняет того к сексу. После секса Коул, услышав от Мэгги, что это — способ избавиться от неверного мужа, приходит в ярость и прогоняет её. Мэгги всё равно рассказывает Харту, и тот на парковке полицейского участка набрасывается на Коула с кулаками. Коул сразу после этого увольняется. 2012 год. Папания и Гилбо расспрашивают Мэгги, которая к этому моменту снова вышла замуж. Она относится к их расследованию с презрением и отрицает, что их с Хартом развод как-то связан с Коулом. Коула она описывает как хорошего и честного человека. Харт резко прерывает разговор после того, как Папания и Гилбо снова высказывают предположение, что Коул убил Таттла в 2010 году и ответственен и за все остальные убийства. Коул нагоняет автомобиль Харта на шоссе и заговаривает с ним впервые после драки у полицейского участка, предлагая Харту выпить пива и поговорить. Харт, хоть и даёт на это согласие, заряжает револьвер, когда Коул садится в свой автомобиль. |            |                                                   |                      |                |                 |                     |
| 7 | 7          | «Когда ты ушёл» «After You've Gone»               | Кэри Дзодзи Фукунага | Ник Пиццолатто | 2 марта 2014    | 2,34                |
| 2012 год. Коул, напомнив Харту, что они связаны тайной убийства кузенов Леду, вынуждает его согласиться на подробную беседу. Показав накопленные за годы самостоятельного расследования доказательства, Коул убеждает Харта в существовании тайного культа, чьи ритуалы совмещают в себе элементы «курир де Марди-Гра» — популярного среди каджунов Луизианы праздника окончания зимы, а также сантерии и луизианского вуду. Коул демонстрирует Харту доказательства связи семьи Таттлов с десятками случаев исчезновений женщин и детей, первые из которых произошли ещё в 1980-х годах. Коул сознаётся, что незаконно проник в дом Таттлов, где ему удалось добыть фотографии и видеозапись ритуального убийства Мари Фонтено. Он, однако, отрицает, что убил Таттла, предположив, что тот умер, испугавшись огласки, или его убили сообщники. Харт находит родственника Леду, который подтверждает, что Реджи и Девалль знали человека со шрамами, и находит пожилую негритянку, работавшую прислугой в доме Сэма, — отца Билли Ли Таттла, — пока те жили в округе Вермилион. Она вспоминает мальчика со шрамами — одного из внуков Сэма Таттла в его «другой» семье по фамилии Чилдресс. Затем у неё начинается истерика, в ходе которой она раз за разом повторяет слово «Каркоза». Харт узнаёт также, что полицейский, расследовавший дело о пропаже Мари Фонтено и скрывший этот факт, — его старый друг Стив Джерейси, ныне — шериф округа Вермилион. Расспросив Джерейси, Харт приходит к выводу, что тот лжёт, и что сокрытие убийства Мари Фонтено — дело рук тогдашнего шерифа, Теда Чилдресса. Чтобы выяснить детали, Харт и Коул похищают Джерейси. Тем временем Папания и Гилбо, заблудившись в поисках церкви, о которой Коул упоминал в интервью, спрашивают дорогу у газонокосильщика, стригущего траву у окружного кладбища. Детективы не замечают шрамов, покрывающих нижнюю половину лица газонокосильщика, который, провожая их взглядом, произносит вслух: «Моя семья живёт здесь уже долгие, долгие годы». |            |                                                   |                      |                |                 |                     |
| 8 | 8          | «Тьма над бездною» «Form and Void»                | Кэри Дзодзи Фукунага | Ник Пиццолатто | 9 марта 2014    | 3,52                |
| Мужчина со шрамами живёт в большом, грязном доме вместе со слабоумной женщиной и занимается с ней сексом. Он рассказывает о своей философии несколькими голосами и акцентами. Ради заработка он красит здание школы, с нездоровой пристальностью наблюдая за играющими на школьной лужайке детьми. Коул и Харт допрашивают Джерейси и заставляют его говорить, показав плёнку с жертвоприношением Фонтено. Они узнают, что шерифом на момент исчезновения Фонтено был Чилдресс, и что он скрыл факт её исчезновения. Коул и Харт вновь попадают в тупик в их расследовании, но Харт понимает, что уши «зеленоухого макаронного монстра», упомянутого одной из девочек, могли быть зелёными из-за краски. Найдя дома, которые были покрашены в это время, они выходят на небольшую фирму под названием «Чилдресс и сын», в которой работал мужчина со шрамами на лице. Приехав к дому Уильяма Чилдресса, владельца фирмы, Коул сразу понимает, что это дом убийцы, которого они ищут. Эррол Чилдресс, мужчина со шрамами, убегает. Коул преследует убийцу по руинам Каркозы. В последней комнате у Коула начинаются галлюцинации: он видит тоннель, ведущий в потусторонний мир. В этот момент его атакует Эррол. Он бьёт Коула ножом в живот и бросает топор в грудь Харту, прибежавшему на помощь Коулу. Эррол отвлекается на Харта, и Коул убивает Эррола выстрелом в голову. Папания и Гилбо, которых вызвал Харт, прибывают с подкреплением и обнаруживают Коула, лежащего без сознания, и тяжело раненого Харта. Долго пробыв в госпитале, Харт и Коул отходят от ран. Харт выкатывает Коула из госпиталя на кресле-каталке, и на парковке происходит их финальный диалог. Коул рассказывает, что в коме он ощущал присутствие своей погибшей дочери и своего умершего отца, с которыми он мечтает воссоединиться. Он описывает вселенскую битву между светом и тьмой. Глядя на ночное небо, Харт говорит, что у тьмы гораздо большая территория. Коул отвечает: «Однажды была лишь тьма. Спроси меня — я скажу, что свет побеждает». |            |                                                   |                      |                |                 |                     |

## Актёрский состав

### Основной состав
- Мэттью Макконахи — детектив Растин Спенсер «Раст» Коул
- Вуди Харрельсон — детектив Мартин «Марти» Харт
- Мишель Монаган — Мэгги Харт
- Майкл Поттс[англ.] — детектив Мейнард Гилбо
- Тори Киттлз — детектив Томас Папаниа

### Роли второго плана
- Кевин Данн — майор Кен Кесада
- Александра Даддарио — Лиза Траньетти
- Майкл Харни — шериф Стив Джерейси
- Элизабет Ризер — Лори Перкинс
- Дж. Д. Эвермор — детектив Бобби Латц
- Мэдисон Вульф — Одри Харт
  - Эрин Мориарти — Одри Харт в 16 лет
- Меган Вульф — Мейси Харт
  - Брайтон Шарбино — Мейси Харт в 14 лет
- Дон Йессо — капитан Спис
- Брэд Картер — Чарли Лэнг
- Лили Симмонс — Бет
- Джей О. Сандерс — Билли Ли Таттл
- Шей Уигем — Джоэл Терио
- Гленн Флешлер — Эррол Чилдресс
- Чарльз Халфорд — Реджи Леду
- Джозеф Сикора — Рыжий (Джинджер)
- Пол Бен-Виктор — майор Лерой Солтер

## Производство

### Замысел
До создания «Настоящего детектива» Ник Пиццолатто преподавал литературу в Университете Северной Каролины в Чапел-Хилле, Университете Депау и Чикагском университете. Во время учёбы в аспирантуре Университета Арканзаса он начал писать первые новеллы. Вдохновлённый телесериалами HBO «Прослушка», «Клан Сопрано» и «Дедвуд», Пиццолатто начал работать над сборником рассказов «Между нами и Жёлтым морем», который он опубликовал в 2006 году.
В 2010 году Пиццолатто опубликовал свою первую повесть «Галвестон». В это же время он начал писать сценарии для телевидения (предпринятые ранее попытки сорвались из-за отсутствия средств).
В 2011 году Пиццолатто был назначен сценаристом телесериала AMC «Убийство». Работа Пиццолатто в качестве сценариста «Убийства» дала ему представление о том, как работает телевизионная индустрия. Однако из-за недовольства творческим направлением телесериала он покинул команду сценаристов в начале второго сезона. Он заявил: «Я хочу управлять направлением развития. Я плохо справляюсь с обслуживанием чужого видения».
«Настоящий детектив» изначально задумывался как литературное произведение, но впоследствии Пиццолатто решил адаптировать его для телевидения. В 2010 году он отправил сценарий «Галвестона» нескольким продюсерам и написал ещё шесть сценариев, включая пробный сценарий «Долгая яркая тьма», состоявший из 90 страниц. Вскоре после этого он заключил контракт с телеканалом HBO на создание пилотной серии.
Вскоре после ухода из «Убийства» он написал второй вариант сценария «Настоящего детектива». Пиццолатто не стал нанимать состав сценаристов, так как считал, что такой подход не даст желаемого результата. Окончательный вариант телевизионного сценария занял 500 страниц текста. Вскоре после этого он заключил контракт с телеканалом HBO на создание пилотной серии. К апрелю 2012 году телеканал заказал восемь эпизодов «Настоящего детектива».

### Подбор актёров
Так как телесериал является антологией, каждый сезон имеет собственный сюжет, повествующий о различных персонажах. Пиццолатто начал искать актёров на главные роли в начале 2012 года. Среди возможных кандидатов рассматривались Мэттью Макконахи и Вуди Харрельсон. Сначала продюсеры связались с Макконахи, который незадолго до этого закончил сниматься в фильме «Киллер Джо». Это произошло задолго до того, как телесериал получил «зелёный свет» от HBO. Пиццолатто, впечатлённый игрой Макконахи в фильме «Линкольн для адвоката», предложил актёру роль Мартина Харта, однако Макконахи предоставил «действительно убедительные аргументы» в пользу того, чтобы сыграть роль Раста Коула. В интервью журналу Variety Макконахи заявил: «Я хотел залезть в голову этому чуваку. Одержимость, изолированность мужчины — я всегда ищу парня с монологами». Для подготовки к «вхождению в роль» актёр создал документ «Четыре стадии Растина Коула» (англ. Four Stages of Rustin Cohle), состоящий из 450 страниц, в котором была детально описана эволюция этого персонажа по ходу истории.
Вуди Харрельсон получил роль Мартина Харта после рекомендации Макконахи. Харрельсон ранее снимался в фильме HBO «Игра изменилась», но признался, что снялся в «Настоящем детективе» в первую очередь из-за коллег по актёрскому цеху. Он заявил: «Я люблю Мэттью [Макконахи]. Он — мой брат. Он феноменальный, удивительный человек. И я люблю Мишель [Монаган]. Я знаю её много, много лет. Кэри [Фукунага] потрясающий режиссёр. И Ник [Пиццолатто] написал этот феноменальный сценарий, от которого просто невозможно оторваться. Его сценарий потрясающий».
Мишель Монаган была утверждена на роль Мэгги, жены Марти. Ознакомившись со сценарием, актриса заявила, что «поняла сюжетную линию» Мэгги и её мужа и «действительно увидела, куда двигаются эти персонажи». Майкл Поттс исполнил роль детектива Мейнарда Гилбо, а Тори Киттлз — его напарника детектива Томаса Папания. Роли второго плана в первом сезоне «Настоящего детектива» сыграли Кевин Данн (Кен Кесада), Александра Даддарио (Лиса Траньетти) и Брэд Картер (Чарли Лэнг).

### Съёмки
Изначально планировалось снять сериал в Арканзасе, но позднее Пиццолатто решил снимать его в южной Луизиане из-за щедрых налоговых льгот от штата, а также из-за характерных пейзажей. Коренной луизианец Пиццолатто отметил существующий там «парадокс»: «В тех местах есть противоречивая природа, в которой спрятано нечто зловещее… Всё живёт, укрытое под слоями. Леса густые, тёмные, непроходимые. С другой стороны, есть красоты, которые видно с расстояния».
Для режиссёра Кэри Фукунаги «Настоящий детектив» стал первым опытом работы на телевидении, поэтому во время подготовки он изучал другие телесериалы, в частности «Твин Пикс» Дэвида Линча.
Весь сезон был отснят на 35-миллиметровую киноплёнку. Съёмки всего сезона продлились ровно 100 дней.
Натурные съёмки проходили на поле сахарного тростника в окрестностях Ирата (Луизиана), которое, будучи частично сожжённым, создавало «угрюмый и атмосферный фон» для связанных сцен. Съёмки лабиринта в финале сезона прошли в форте Макомб, кирпичном форте XIX века, расположенном в окрестностях Нового Орлеана.

## Восприятие

### Оценки критиков
Американская пресса посчитала «Настоящий детектив» одним из лучших телевизионных шоу 2014 года. На Rotten Tomatoes первый сезон заработал рейтинг 87 % на основе 208 рецензий, то есть средний рейтинг составил 8.85/10. Критический консенсус сайта гласит: «В „Настоящем детективе“ выступления Вуди Харрельсона и Мэттью Макконахи завораживают зрителей, а стиль, видение и режиссура не дают отвернуться». На Metacritic первый сезон держит рейтинг 73 из 100 на основе 117 отзывов, указывая на «в целом положительные отзывы».
Британский философ Ник Лэнд назвал «Настоящий детектив» «самым умным сериалом в истории телевидения». Тим Гудмен, написав для «The Hollywood Reporter», отметил актёрскую игру, диалоги и высокое качество съёмки как наиболее важные атрибуты сериала. Алан Сепинуолл из HitFix согласился и полагает, что эти качества «объявляют ценность формата гибрида-антологии, который Пиццолатто использует здесь… указывает на потенциально увлекательный сдвиг в драматическом телесериале.» В своей рецензии для «Vanity Fair» Ричард Лоусон сказал, что данное произведение успешно женит «невыносимую, тяжёлую палитру» Фукунаги со сценарием Пиццолатто, производя «увлекательный и необычный щипок такого жанра». Критик Крис Харви из «The Daily Telegraph» восхвалил «Настоящий детектив» как «самую амбициозную теледраму за долгое время». Эндрю Романо в своей рецензии для «The Daily Beast» сказал, что первая половина сезона формирует «один из самых захватывающих и провокационных сериалов, которых я когда-либо видел», и к четвёртому эпизоду, Кристофер Орр из «The Atlantic» объявил «Настоящего детектива» «самым лучшим шоу на телевидении».
Актёрский ансамбль, в основном Макконахи и Харрельсона, часто упоминался в критике. Роберт Бьянко в «USA Today» написал, что дуэт оправдал и даже частично превысил «чрезвычайно высокие» ожидания «золотого века игры на телевидении». Дэвид Виганд из «San Francisco Chronicle» выделил двух мужчин как одних из лучших «в собственном классе», а журналист из «Los Angeles Times» Роберт Ллойд сказал, что их работа была «очень высокого порядка». «The Boston Globe» выделил Монаган за её работу в сериале, также как и Тодд Вандервифф из «The A.V. Club», который написал, что «в то время как её роль более неблагодарная, она вкладывает в неё душу». Брайан Лоури из «Variety» сказал, что актёрский состав «Настоящего детектива» состоит из «хороших игроков на периферии». Положительные отклики за актёрскую игру также пришли из «RedEye», «The Independent» и «The Guardian».
Некоторые отзывы не были такими восторженными. Журналист из «The New York Times» Майк Хейл и «Slant Magazine» решили, что сценарий слишком легко уступил место религии его повествовательный костяк, в то время как Хэнк Стёвнер из «The Washington Post» считает, что шоу не оправдало своих собственных амбиций. Эмили Нассбаум из «The New Yorker», приветствуя плавный стиль шоу, подвергла сериал критике за его изображение женщин и утверждала, что она наслаждалась «бредом мачо». Джеймс Понивозик из «Time» написал, что, несмотря на наличие сильных героев в лице Коула и Харта, «все вокруг них гораздо более плоские».

### Награды
| Награда                               | Категория                                                                    | Номинанты                                                         | Результат |
| ------------------------------------- | ---------------------------------------------------------------------------- | ----------------------------------------------------------------- | --------- |
| 66-я церемония премии «Эмми»          | Лучший драматический сериал                                                  | Настоящий детектив                                                | Номинация |
| 66-я церемония премии «Эмми»          | Лучшая мужская роль в драматическом сериале                                  | Мэттью Макконахи                                                  | Номинация |
| 66-я церемония премии «Эмми»          | Лучшая мужская роль в драматическом сериале                                  | Вуди Харрельсон                                                   | Номинация |
| 66-я церемония премии «Эмми»          | Лучшая режиссура драматического сериала                                      | Кэри Дзодзи Фукунага                                              | Победа    |
| 66-я церемония премии «Эмми»          | Лучший сценарий к драматическому сериалу                                     | Ник Пиццолатто                                                    | Номинация |
| 66-я творческая церемония «Эмми»      | Лучшая музыка к сериалу                                                      | Ти-Боун Бёрнетт                                                   | Номинация |
| 66-я творческая церемония «Эмми»      | Лучший кастинг в драматическом сериале                                       | Алекса Л. Фогель, Кристин Кромер и Мэйган Льюис                   | Победа    |
| 66-я творческая церемония «Эмми»      | Лучший грим в сериале (несложный)                                            | Фелисити Бауринг, Венди Белл, Энн Пала, Ким Перродин, Линда Даудс | Победа    |
| 66-я творческая церемония «Эмми»      | Лучшая операторская работа в сериале (одна камера)                           | Адам Аркапоу                                                      | Победа    |
| 66-я творческая церемония «Эмми»      | Лучший дизайн заглавных титр                                                 | Патрик Клэр, Рауль Маркс, Дженнифер Софио Холл                    | Победа    |
| 66-я творческая церемония «Эмми»      | Лучшая работа художника-постановщика в сериале                               | Алекс Диджерландо, Мара Лепер-Шлооп, Тим Бич, Синтия Слагтер      | Номинация |
| 66-я творческая церемония «Эмми»      | Лучший монтаж драматического сериала (одна камера)                           | Аффонсо Гонкалвес                                                 | Номинация |
| 72-я церемония «Золотого глобуса»     | Лучший мини-сериал или телефильм                                             | Настоящий детектив                                                | Номинация |
| 72-я церемония «Золотого глобуса»     | Лучшая мужская роль в мини-сериале или телефильме                            | Мэттью Макконахи                                                  | Номинация |
| 72-я церемония «Золотого глобуса»     | Лучшая мужская роль в мини-сериале или телефильме                            | Вуди Харрельсон                                                   | Номинация |
| 72-я церемония «Золотого глобуса»     | Лучшая женская роль второго плана в мини-сериале, телесериале или телефильме | Мишель Монаган                                                    | Номинация |
| Премия TCA                            | Лучшая новая программа                                                       | Настоящий детектив                                                | Номинация |
| Премия TCA                            | Программа года                                                               | Настоящий детектив                                                | Номинация |
| Премия TCA                            | Лучшие достижения в кино, мини-сериале или программе                         | Настоящий детектив                                                | Победа    |
| Премия TCA                            | Личные достижения в драме                                                    | Мэттью Макконахи                                                  | Победа    |
| Выбор телевизионных критиков          | Лучший драматический сериал                                                  | Настоящий детектив                                                | Номинация |
| Выбор телевизионных критиков          | Лучшая мужская роль в драматическом сериале                                  | Мэттью Макконахи                                                  | Победа    |
| Спутник                               | Лучший драматический сериал                                                  | Настоящий детектив                                                | Номинация |
| Спутник                               | Лучшая мужская роль в драматическом сериале                                  | Вуди Харрельсон                                                   | Номинация |
| Спутник                               | Лучшая женская роль второго плана в сериале, мини-сериале или телефильме     | Мишель Монаган                                                    | Номинация |
| Премия Гильдии киноактёров США        | Лучшая мужская роль в драматическом сериале                                  | Мэттью Макконахи                                                  | Номинация |
| Премия Гильдии киноактёров США        | Лучшая мужская роль в драматическом сериале                                  | Вуди Харрельсон                                                   | Номинация |
| Премия Гильдии сценаристов США        | Драматический сериал                                                         | Ник Пиццолатто                                                    | Победа    |
| Премия Гильдии сценаристов США        | Новый сериал                                                                 | Ник Пиццолатто                                                    | Победа    |
| Премия Гильдии режиссёров США         | Драматический сериал                                                         | Кэри Дзодзи Фукунага                                              | Номинация |
| Премия Гильдии менеджеров локаций США | Лучшие места съёмок в современном телесериале                                | Бату Чендлер                                                      | Победа    |

### Просмотр
Первый эпизод «Настоящего детектива» посмотрели 2,3 млн зрителей, стал самой рейтинговой премьерой программы HBO за четыре года, уступив только премьере телесериала «Подпольная империя», собравшей 4,8 млн зрителей. Рейтинги оставались неизменно высокими, достигнув пика к финалу сезона, который посмотрели 3,5 млн зрителей. В среднем один эпизод первого сезона смотрели 2,33 млн зрителей. «Настоящий детектив» стал самым просматриваемым сериалом-дебютантом HBO с общей зрительской аудиторией в размере 11,9 млн зрителей за эпизод только на HBO (включая повторные просмотры и стриминг на HBO Go).

## Релиз
11 июня 2014 года HBO Home Entertainment выпустил первый сезон «Настоящего детектива» в форматах DVD и Blu-ray. В дополнение к восьми эпизодам, оба формата содержат бонусный контент, включая интервью с Макконахи и Харрельсоном, Пиццолатто и композитором Ти-Боуном Бернеттом, короткометражки «Внутри эпизода», два аудиокомментария и удалённые сцены из сезона.